# هورشة
هَوْرَشَة (الاسم العلمي: Aphomia)، جنس من العث الصغير ينتمي إلى فصيلة الناريات. يتكاثر بعضها في أعشاش النحل (النحل والنحل الطنان)، حيث تتغذى يرقاتها على الشمع والعسل وحبوب اللقاح.

## الأنواع
- Aphomia argentia Whalley, 1964
- Aphomia baryptera (Lower, 1901)
- Aphomia burellus (Holland, 1900)
- Aphomia caffralis Hampson, 1917
- Aphomia curvicostella (Zerny, 1914)
- Aphomia curvicostellus (Zerny, 1914)
- Aphomia distictella Hampson, 1917
- Aphomia erumpens (Lucas, 1898)
- Aphomia euchelliellus (Snellen, 1900)
- Aphomia foedella (Zeller, 1839)
- Aphomia fulminalis (Zeller, 1872)
- Aphomia fuscolimbella (Ragonot, 1887)
- Aphomia grisea Turati, 1913
- Aphomia homochroa (Turner, 1905)
- Aphomia isodesma (Meyrick, 1886)
- Aphomia lolotialis (Caradja, 1927)
- Aphomia melli (Caradja & Meyrick, 1933)
- Aphomia monochroa (Hampson, 1912)
- Aphomia murciella (Zerny, 1914)
- Aphomia ochracea Hampson, 1917
- Aphomia odontella (Hampson, 1898)
- Aphomia opticogramma (Meyrick, 1935)
- Aphomia pimelodes Meyrick, 1936
- Aphomia poliocyma Turner, 1937
- Aphomia pygmealis (Caradja & Meyrick, 1935)
- دودة التمر الكبرى [الإنجليزية] (Hampson in Ragonot, 1901)
- Aphomia sopozhnikovi (Krulikovsky, 1909
- Aphomia sociella (Linnaeus, 1758) – bee moth
- Aphomia spoliatrix Christoph, 1881
- Aphomia taiwanalis (Shibuya, 1928)
- Aphomia terrenella Zeller, 1848
- Aphomia unicolor (Staudinger, 1880)
- Aphomia variegatella (Hampson in Ragonot, 1901)
- Aphomia vinotincta (Hampson, 1908)
- فراشة الجواز المجفف المخزون [الإنجليزية] de Joannis, 1932

نوع A. pachytera الآن مصنف تحت اسم Heteromicta pachytera.

## الهوامش
1. ↑  إدوار غالب (1988). الموسوعة في علوم الطبيعة: تبحث في الزراعة والنبات والحيوان والجيولوجيا (بالعربية واللاتينية والألمانية والفرنسية والإنجليزية) (ط. 2). بيروت: دار المشرق. ص. 1764. ISBN:978-2-7214-2148-7. OCLC:44585590. OL:12529883M. QID:Q113297966.